# Cazuza
Agenor de Miranda Araújo Neto, més conegut com a Cazuza (Rio de Janeiro, 4 d'abril de 1958 — ibídem, 7 de juliol de 1990), va ser un cantant i lletrista de rock brasiler. Inicialment conegut com el vocalista i lletrista principal de la banda Barão Vermelho, en la qual va fer una associació reeixida amb Frejat, després va seguir la carrera en solitari, sent aclamat per la crítica com un dels principals poetes de la música brasilera.

## Biografia
Fill únic del productor fonogràfic João Araújo i de la cantant Maria Lúcia Araújo. Agenor, el seu nom real, li va ser donat per insistència de la seva àvia paterna. De petit, Cazuza ni tan sols sabia el seu nom de pila, i per això no responia quan el cridaven a l'escola. Només més tard, quan va descobrir que un dels seus compositors preferits, Cartola, també s'anomenava Agenor (en realitat, Angenor, per error notarial), Cazuza va començar a acceptar el nom. Cazuza sempre va tenir contacte amb la música i la literatura. Influenciat des de petit pels forts valors de la música brasilera, preferia els temes dramàtics i melancòlics, com els de Cartola, Lupicínio Rodrigues, Dolores Duran i Maysa. Va començar a escriure lletres i poemes al voltant de l'any 1965.
El 1974, durant unes vacances a Londres, va conèixer la música de Led Zeppelin, Janis Joplin, i dels Rolling Stones, grup del qual es va convertir en fan. Aficionat a la fotografia, Cazuza va entrar a la universitat el 1978, però va abandonar la seva carrera de periodisme tot just tres setmanes després per a treballar amb el seu pare a Som Livre. Després va ser a San Francisco, on va tenir contacte amb la literatura nord-americana, que més tard influiria molt en la seva carrera. Va guanyar el premi a millor cantant de rock de l'any 1979 a Mònaco.
El 1980 va tornar a Rio de Janeiro, on va treballar com a fotògraf i va fer incursions en l'actuació amb el grup teatral Asdrúbal Trouxe o Trombone i va ser un assidu del llegendari Circo Voador. Allà, va ser observat pel llavors cantautor novell Léo Jaime, qui el va presentar a una banda de rock que buscava un vocalista, Barão Vermelho. Amb Barão Vermelho, banda híbrida entre un desenfadat rock&roll i els nous aires New Wave, va aconseguir ràpidament l'èxit amb temes com Bete Balanço i Todo Amor Que Houver Nessa Vida, i publicarien tres reeixits àlbums. El 1985 es va presentar al primer festival Rock in Rio amb Barão Vermelho. Una mica abans, Caetano Veloso havia declarat profèticament que Cazuza era el gran poeta de la seva generació, precipitant el seu desig de deixar la banda amb la finalitat d'obtenir més llibertat per a compondre i expressar-se tant musical com poèticament.
Després de la seva sortida de la banda, la carrera solista de Cazuza va tenir més èxit del que havia obtingut amb el seu antic grup i va suposar una evolució respecte a aquesta. La seva proposta musical es va enriquir i va tornar més eclèctica, encara que va mantenir elements característics de Barão Vermelho, com a Blues da Piedade, Só as mães são felizes i Balada da Esplanada, aquest últim basat en un poema homònim d'Oswald de Andrade. Cazuza va aconseguir el difícil equilibri entre un so pop i lletres d'alta volada, sent (al costat del també carioca Renato Russo, lider de Legião Urbana) els dos grans lletristes post-punk del Brasil. Les seves lletres van mantenir l'alt nivell, a vegades fins i tot intimidants, com en Só se for a Dois. També va versionar a altres representants de la música nacional, amb interpretacions com O Mundo é um Moinho (Cartola), Cavalos Calados (Raul Seixas) i Esse Cara (Caetano Veloso).
Les cançons Exagerado, O Tempo não Pára i Ideologia van ser alguns dels seus grans èxits, que el van convertir en una icona i una gran influència per als músics brasilers posteriors, i en una figura que a poc a poc va començar a ser descoberta per músics d'altres racons d'Amèrica del Sud, com: Pedro Aznar, Gabriel o Pensador, Bersuit Vergarabat, Lucinha Araújo, entre d'altres.
El 1989, va admetre públicament ser portador del VIH i va publicar el seu quart i últim àlbum: Burguesia, disc doble en el queda de manifest tant el seu precari estat de salut com el seu indoblegable talent. Cazuza era obertament bisexual, però no estava actiu dins el moviment LGBT. Tot i això, la seva franquesa sobre ser una persona amb sida va ajudar a canviar les percepcions i actituds públiques sobre la prevenció i el tractament d'aquesta malaltia.
El 7 de juliol de 1990 va morir d'un xoc sèptic a causa de la malaltia, a Rio de Janeiro, a l'edat de 32 anys. Va ser enterrat al cementiri carioca de São João Batista. La mare de Cazuza va crear la Sociedade Viva Cazuza, una organització benèfica que patrocina la prevenció del VIH i proporciona una llar per a nens seropositius.

## Informació addicional
Dues característiques fonamentals de la seva obra, especialment en la seva etapa com a solista, van ser:
- Una postura activa davant de la vida, no només en el sentit d'enfocar-la vivint, descrivint i patint amb els fets que passaven a la seva vida personal sinó també fent-los front (en contrast amb diversos artistes del mateix període amb un esperit més romàntic), fossin esdeveniments sentimentals (Obrigado, O Mundo é um Moinho, Exagerado) o polítics (Burguesia);
- Intimisme i individualisme, en el sentit de no expressar-se en funció de o considerant les opinions alienes al seu entorn, sinó sobre les bases de les seves creences, desitjos i impressions i escrivint en un llenguatge col·loquial que generava certa intimitat entre el cantant i els seus seguidors.

- El 2004, es va llançar la pel·lícula biogràfica Cazuza: O Tempo Não Pára, dirigida per Sandra Werneck, cinta que malgrat el seu escàs valor artístic serveix com a introducció a la vida i obra del gran poeta.

- L'any 1992, una emergent banda de rock argentí, anomenada Bersuit Vergarabat, realitzaria una adaptació en espanyol del tema O Tempo não Pára; titulada El tiempo no para, en el seu àlbum debut Y punto, que seria editat aquell mateix any i es convertiria en un gran èxit, sent constantment tocada en viu. En els recitals, Gustavo Cordera (ex cantant de la banda) solia cantar algunes frases en el portuguès original.

## Influències
Entre els diversos artistes relacionats amb Cazuza, poden esmentar-se a: Simone, Léo Jaime, Lobão -tant per l'amistat entre tots dos com la mútua influència dels seus respectius bagatges musicals-, Arnaldo Antunes, Renato Russo i Rita Lee. De l'àmbit anglosaxó, Cazuza sempre va esmentar com la seva principal influència a Janis Joplin, arribant a dir "Janis i Jimmy Hendrix són els veritables exagerats...". També es va veure marcat per Ney Matogrosso, qui va treballar amb Cazuza en la direcció artística de les seves gires.

## Discografia
| Amb Barão Vermelho La discografia de Cazuza com a vocalista del grup Barão Vermelho consta de: - 1982 - Barão Vermelho - 1983 - Barão Vermelho 2 - 1984 - Maior Abandonado | Solista La discografia de Cazuza en solitari consta dels següents discos: - 1985 - Cazuza - 1987 - Só seFor a Dois - 1988 - Ideología - 1988 - O Tempo Não Pára - En directe - 1989 - Burguesia - 1991 - Por aí (pòstum) |

## Filmografia
- Bete Balanço - 1984
- Um Trem para as Estrelas - 1987
- Cazuza - O tempo não pára - 2004

## Tribut
El 4 d'abril de 2016, Google va celebrar el 58è aniversari de Cazuza amb un doodle.